# Sevierville
Sevierville é uma cidade localizada no estado norte-americano de Tennessee, no Condado de Sevier.

## Demografia
Segundo o censo norte-americano de 2000, a sua população era de 11.757 habitantes.
Em 2006, foi estimada uma população de 15.489, um aumento de 3732 (31.7%).

## Geografia
De acordo com o United States Census Bureau tem uma área de
51,8 km², dos quais 51,5 km² cobertos por terra e 0,3 km² cobertos por água.

## Localidades na vizinhança
O diagrama seguinte representa as localidades num raio de 24 km ao redor de Sevierville.